# 廊開
廊开市（皇家轉寫：Thetsaban Mueang Nong Khai），通称廊开（轉寫：hnɰang-gaːy，派汶拼音：Nɔ̌ɔng-kaai，泰語發音：[nɔ̌ːŋ kʰāːj]）:1497或农开，是泰国的一个自治市，也是该国廊开府以及廊开府治县的治所驻地，位于该国东北部，与寮国首都永珍隔湄公河相望。成立于1935年，该市也是泰老两国之间的重要门户城市之一。

## 历史
在12世纪以前，包括廊开在内的湄公河中游城镇曾由高棉帝国占领:24-26:26，13世纪时期，泰人建立的素可泰王国兴起，驱逐高棉人，当地遂由素可泰统治，而瀾滄王國建立后则成为后者主要的城镇:35，自14世纪中叶以来，佬人开始从湄公河北岸移居廊开，逐步形成了今日泰国主要族群之一的东北泰人。
澜沧王国分裂後，今廊开地属万象王国，1778年，郑昭攻入万象，迫使后者成为自己的附庸，当地遂纳入暹罗的势力范围:268，昭阿努之乱後，正式被暹罗占领，并一度遭到严重破坏:212。霍人战争期间，暹罗曾以廊开为基地渡河进入琅勃拉邦，以清剿持续侵扰当地的霍人。法国在今老挝地区成立保护国后，与前者一水之隔的廊开遂成为暹罗与法国边境贸易的前沿城镇，1892年，暹罗政府驱逐了在当地进行贸易的法国商人，并指控他们从事非法交易，此举一度引发了法暹战争。
随着蒙通制度在泰国全境的逐步实施，泰国中央政府對廊开的管理权也得到了加强，1935年，泰国枢密院正式成立廊开自治市。1955年，东北铁路通车至当地，廊开遂成为泰国依善地区重要的交通枢纽之一。1975年，老挝人革党在寮国建政後，泰、老两国关系一度恶化，泰国政府亦曾封锁边界，边境贸易停顿，廊开的经济也陷入萧条，冷战结束後，寮国实施革新开放政策，双边关系好转，廊开才重新得到发展的转机:40-41。

## 地理
廊开位于泰國東北部依善地區的呵叻高原向湄公河谷地的过渡地带:23，西北与寮国首都永珍隔湄公河相望，该市在湄公河畔地区多湖泊沼泽，盛产稻米，渔业资源丰富，城市附近地区多丘陵与山地，植被以落叶龙脑香林为主:98，多出产木材:39-40:15。廊開总体属于热带季风气候，全年高溫，分旱雨兩季，年平均降水量约1,690.8毫米，5月至9月为雨季，雨量较大，潮濕燠熱，受到湄公河水位暴涨的影响，市区往往容易遭遇洪涝灾害的破坏:97。

## 经济与社会

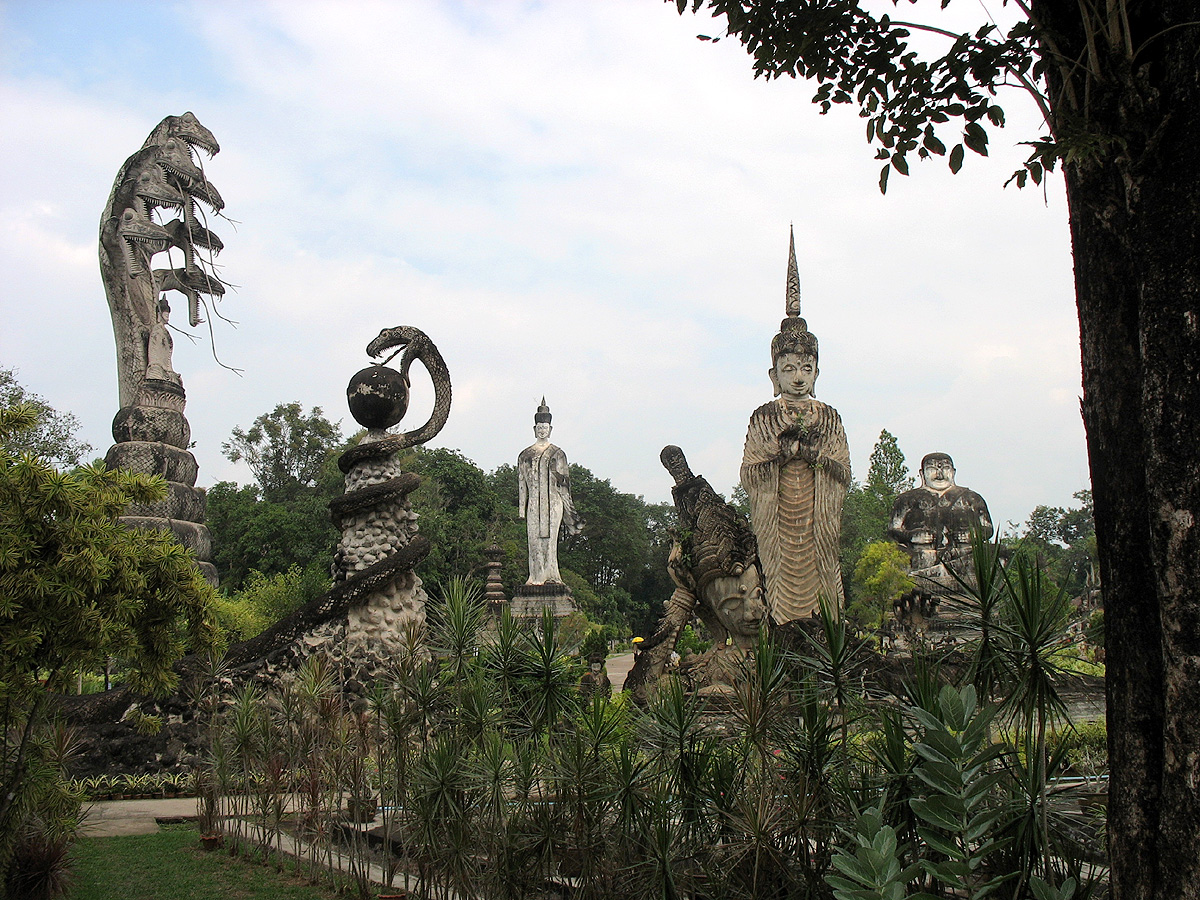
萨拉鬼窟

廊开以农业及相关轻工业为主，工业基础薄弱。由于寮国为内陆国家且长期没有铁路，该国对外出口的产品多需要透过泰老边境进入泰国，然后从曼谷转口，對泰国的经济依赖性也较大。因此，泰老两国官方关系的好坏也直接影响着廊開市边境贸易的景气状况。在冷战期间，因为双边关系紧张，泰国限制边境贸易，廊開的经济曾陷入萧条，寮国采取革新开放后，放弃以意识形态为导向的外交政策，改善与泰国的外交关系，加之两国间交通的便利化，廊開也重新成为泰国边境贸易的前沿城市，泰国政府亦在当地成立的边境经济特区，以促进双边贸易，同时，因为泰国经济状况较好、工资水准亦高于老挝，也有不少老挝人前往廊開务工。
在观光产业方面，萨拉鬼窟是廊开较为知名的景点，其为水泥建造的巨型佛教雕塑群，并因形象狰狞而吸引游客。在传统节日出夏节及娜迦火球节期间，廊开进入旅游旺季，各地遊客會前來感受节日氛围。而廊开府大部分酒店也分布在廊开市内。
相较于孔敬、呵叻等依善地区的中心城市，廊开的教育资源较为欠缺:274-276，截至2024年，廊开并没有自己的大学，但孔敬府的孔敬大学在廊开设有一个校区。

## 交通

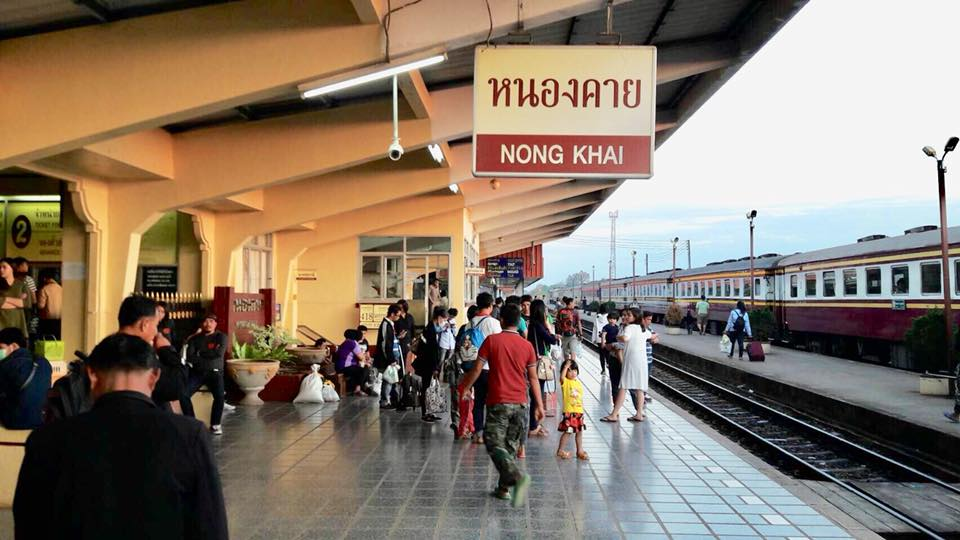
廊開站

廊開是泰国依善地区的交通枢纽之一，公路方面，该城市透过2号国道与泰国中部的呵叻、北標等地相连接，东西分别透过212、211国道与湄公河沿岸的黎府、汶干府、那空拍侬府、穆达汉府等地相连接，亦透过泰老友谊大桥与寮国首都永珍相连。铁路方面，东北铁路将廊開与曼谷、呵叻、孔敬等国内主要城市相连接，2009年，泰国政府将铁路由廊開向永珍延伸，结束了寮国没有铁路的历史。